# Mänttä-Vilppula
Mänttä-Vilppula (švédsky Mänttä-Vilppula nebo také Mänttä-Filpula) je město a obec ve Finsku. Město Mänttä-Vilppula vzniklo 1. ledna 2009 díky sjednocení obcí Mänttä a Vilppula. Nachází se v provincii Pirkanmaa.
Ve městě žije 9 645 obyvatel (31. březen 2021) a rozkládá se na ploše 657,08 km2, z čehož 122,61 km2 tvoří voda.
Sousedními obcemi jsou Keuruu, Juupajoki, Jämsä, Ruovesi a Virrat.
Obec je jednojazyčně finská.
Mezi hlavní jezera v oblasti patří jezera Ruovesi, Kuorevesi a Keurusselkä.

## Významní lidé
- Eero Rahola – kontradmirál (1897–1975)
- Lydia Widemanová – běžkyně na lyžích (1920–2019)
- Keijo Liinamaa – politik a právník (1929–1980)
- Pekka Koskela – rychlobruslař (narozen 1982)